# Arotrephes speculator
Arotrephes speculator là một loài tò vò trong họ Ichneumonidae.